# Oshi☆Men Fun Club
『Oshi☆Men Fun Club』（オシメンファンクラブ）は、2015年4月5日から@FMで放送されているラジオ番組。

## 概要
2015年4月、開局45周年を記念した局内の大型番組改編に伴い放送開始。
パーソナリティは荻田里佳。出身は福岡県。2018年4月から名古屋に住んでいる。
番組の内容を大まかに表すと、「いつの時代も私たちに夢と希望とトキメキを与えてくれる『アイドル』にスポットを当てて男女、国内外、年代問わず、全力で推していきます。アイドルの話題と楽曲で、心ときめく時間を過ごしませんか〜？」となる。

## 放送時間

### 現在
2019年4月6日 -
- 毎週土曜 21:00 - 21:30

### 放送時間の変遷
| 放送期間  | 放送期間  | Oshi☆Men Fun Club | Oshi☆Men Fun Club |
| 放送期間  | 放送期間  | 放送曜日          | 放送時間（JST）   |
| --------- | --------- | ----------------- | ----------------- |
| 2015.4.5  | 2015.9.27 | 日曜              | 18:00 - 18:55     |
| 2015.10.4 | 2016.3.27 | 日曜              | 18:30 - 18:55     |
| 2016.4.3  | 2016.9.25 | 日曜              | 18:15 - 18:55     |
| 2016.10.2 | 2017.3.26 | 日曜              | 21:30 - 22:00     |
| 2017.4.2  | 2018.4.1  | 日曜              | 22:00 - 22:30     |
| 2018.4.8  | 2019.3.31 | 日曜              | 20:00 - 20:30     |
| 2019.4.6  |           | 土曜              | 21:00 - 21:30     |

### 特別番組
2015年6月28日
- 日曜 18:00 - 19:30
  - 「Oshi☆Men Fun Club特別号」として放送。

2016年1月17日
- 日曜 18:30 - 19:30
  - 「Oshi☆Men Fun Club拡大号」として放送。

## 出演者

### パーソナリティ
- 荻田里佳（2019年1月13日 - ）

### 過去のパーソナリティ
- 原さやか（2015年4月5日 - 2019年1月6日）
  - 産休のため降板

### Oshi☆Men Fun Club会員
番組名にかけて、番組ファンクラブ会員として申請する企画。
会員特典は特にない。
| 会員番号 | 会員名（リスナーの場合 : - ） |
| -------- | ----------------------------- |
| 5        | 原さやか                      |